# Alice des Clayes
Alice des Clayes (1890–1968) foi uma pintora escocesa, irmã de Berthe des Clayes. Nasceu em Aberdeen. Ela estudou na Bushey School of Art com Lucy Kemp Welch, que se especializou em pintar cavalos, em Newlyn e em Ambleteuse com Dudley Hardy. Ela emigrou para Montreal Quebec em 1914. Alice des Clayes regressou à Inglaterra em 1938.
O seu trabalho encontra-se incluído nas colecções do Musée national des beaux-arts du Québec e da National Gallery of Canada.